# Добрина (Жетале)
Добрина (словен. Dobrina) је насељено место у општини Жетале, Подравска регија, Словенија.

## Историја
До територијалне реорганизације у Словенији била је у саставу старе општине Птуј.

## Становништво
У попису становништва из 2011. године, Добрина је имала 248 становника.
| Број становника према пописима | Број становника према пописима | Број становника према пописима |
| ------------------------------ | ------------------------------ | ------------------------------ |
| 1991                           | 2002                           | 2011                           |
| 291                            | 272                            | 248                            |

Напомена: Године 1952. повећано за насеље Равно које је укинуто.

## Галерија
- табла на улазу у општину Жетале
- стара сеоска кућа